# دافي لوبيز
دافي لوبيز (بالإنجليزية: Davey Lopes)‏ هو لاعب كرة قاعدة أمريكي، ولد في 3 مايو 1945 في إيست بروفيدانس في الولايات المتحدة.

## وصلات خارجية
- دافي لوبيز على موقع دوري كرة القاعدة الرئيسي (الإنجليزية)
- دافي لوبيز على موقعبيزبول رفرنس.كوم (الدوري الرئيسي) (الإنجليزية)
- دافي لوبيز على موقعبيزبول رفرنس.كوم (الدوري الثانوي) (الإنجليزية)
- دافي لوبيز على موقع إي إس بي إن.كوم (أم.أل.بي) (الإنجليزية)
- دافي لوبيز على موقع مشجعي الرسوم البيانية (الإنجليزية)